# Fernando Lisboa Lopes
Fernando Lisboa Lopes, meglio noto come China (Belo Horizonte, 28 agosto 1992), è un ex calciatore brasiliano, di ruolo centrocampista.

## Caratteristiche tecniche
Abile nell'uno contro uno, molto agile nei dribbling ed ha un'ottima progressione con palla al piede.

## Carriera

### Club
China inizia la sua carriera da calciatore nel 2007 quando viene acquistato dall'América dove, in quattro anni, compie tutta la trafila delle giovanili fino al suo debutto in prima squadra, avvenuto nel 2011: esordisce il 2 luglio in occasione del match di campionato con il Santos. Quindici giorni più tardi, durante la partita con il Ceará, rimedia la sua prima ammonizione in carriera.